# 聖君
聖君（せいくん）は、南北朝時代の北魏で司馬小君が建てた私年号。471年。

## 西暦との対照表
| 聖君 | 元年  |
| 西暦 | 529年 |
| 干支 | 辛亥  |